# Бојњице
Бојњице (слч. Bojnice, мађ. Bajmóc) су град у Словачкој, у оквиру Тренчинског краја, где су у саставу округа Прјевидза.
Бојњице су посебно познате по истоименом замку, који је подигнут на врху стене и надвисује околину. Бојњички замак је место одржавања старих светковина и у њему је сниман велики број филмова.

## Географија
Бојњице су смештене у средишњем делу државе. Главни град државе, Братислава, налази се 160 km југозападно од града.
Рељеф: Бојњице су се развиле у области Горње Њитре. Град се сместио у долини реке Њитре, испод планине Стражовски врхови. Надморска висина граде је око 300 метара.
Клима: Клима у Бојњицама је умерено континентална.
Воде: Непосредно источно од Бојњица протиче река Њитра.

## Историја
Људска насеља на простору Бојњица везују се још за праисторију. Насеље под данашњим именом први пут се спомиње 1113. године. Вековима је насеље било познато по истоименом замку и било је подређено војводама, које су у њему столовале.
Крајем 1918. године. Бојњице су постале део новоосноване Чехословачке. У време комунизма град је индустријализован, па је дошло до повећања становништва. После осамостаљења Словачке град је постао општинско средиште, али је дошло и до проблема везаних за преструктурирање привреде.

## Становништво
| Година:    | 1994. | 2004.   | 2014.   | 2024.   |
| ---------- | ----- | ------- | ------- | ------- |
| Број људи: | 4984  | 4996    | 4900    | 5073    |
| Разлика:   |       | +0,24 % | -1,92 % | +3,53 % |

| Година:    | 2023. | 2024.   |
| ---------- | ----- | ------- |
| Број људи: | 5013  | 5073    |
| Разлика:   |       | +1,19 % |

Данас Бојњице имају нешто мање од 5.000 становника и последњих година број становника стагнира.
Етнички састав: По попису из 2001. године састав је следећи:
- Словаци - 97,1%,
- Чеси - 0,7%,
- остали.

Верски састав: По попису из 2001. године састав је следећи:
- римокатолици - 74,6%,
- атеисти - 19,0%,
- лутерани - 2,0%,
- остали.

## Партнерски градови
- Јесеник
- Бад Кроцинген
- Роста
- Ла Лувјер

## Галерија
- Здање општине Бојњице